# Lycium gilliesianum
Lycium gilliesianum är en potatisväxtart som beskrevs av John Miers. Lycium gilliesianum ingår i släktet bocktörnen, och familjen potatisväxter. Inga underarter finns listade i Catalogue of Life.